# Cidade FM
Cidade FM es una radio portuguesa cuyas emisiones que esencialmente transmite éxitos musicales nacionales e internacionales en los géneros pop, hip hop, R&B y reggaeton. La apuesta de esta emisora es, casi en exclusivo, para los oyentes más jóvenes. Es la radio más escuchada por los jóvenes entre 15 y 24 años.
Fue lanzada como estación de radio pirata, Radio Cidade, el 1 de abril de 1986 en Amadora por los inmigrantes brasileños Rui Duarte, Rui Duarte Júnior y Edson Yazejy antes de ser suspendida el 24 de diciembre de 1988 por no tener una licencia legal. Se volvió legal el 22 de mayo de 1989.
La estación alcanzó su punto máximo de audiencia a mediados de la década de 1990, cuando se convirtió en la segunda estación de radio más escuchada en Portugal, y pronto se expandió a varias estaciones en Lisboa, Oporto, Coimbra, Vale de Cambra, Santarém, Alentejo y Algarve. 
Rede Cidade fue comprada por Media Capital en 1999 y cambió su nombre a Cidade FM a finales de 2003 antes de pasar a llamarse Cidade en 2014. En junio de 2018, la estación de radio volvió a llamarse Cidade FM, mientras que en febrero de 2022, Media Capital vendió su unidad de radio a Bauer Media Group.

## Frecuencias en FM
- Cidade FM Minho (Braga) 104,4 FM Amares
- Cidade FM (Grande Porto) 107,2 FM Oporto
- Cidade FM 102,8 FM Viseu
- Cidade FM Vale de Cambra 101,0 FM ∗
- Cidade FM Centro (región de Coímbra) 99,7 FM  Penacova
- Cidade FM Ribatejo 99,3 FM  Alcanena
- Cidade FM Lisboa 106,2 FM Montijo
- Cidade FM (Grande Lisboa) 91,6 FM Lisboa
- Cidade FM Alentejo  97,2 FM Redondo ∗
- Cidade FM Algarve 99,7 FM Loulé

- Cidade FM Alentejo no cubre todo el Alentejo (la 97,2 y la 101,1 de Vale de Cambra son los emisores con menor potencia, a pesar de que el Alentejo sea la mayor región portuguesa); el Distrito de Portalegre y el Bajo Alentejo tienen mucha dificultad para recibir esta radio. En algunas zonas del noroeste del Alto Alentejo solo la recepción de los 99,3MHz de Alcanena es posible, en algunas es posible la recepción a través de los 99,7MHz de Coímbra (aunque débil) y en el extremo sur del Baixo Alentejo apenas se recibe la 99,7 de Loulé con intensidad baja.
Distritos como el de Braganza, Guarda, Castelo Branco, Vila Real, Portalegre y Beja no tienen cobertura de la radio. Algunos tienen la posibilidad de recepción muy lejana de emisores que están en distritos del litoral.

## Locutores / DJs
- Joana Azevedo
- Vera Fernandes (Verinha Mágica)
- Ana Agostinho
- Elsa Teixeira
- Sara Santos
- Wilson Honrado
- Paulo Fernandes
- Rita Rugeroni
- Flávio Sequeira
- Paulo Martins
- Joana Perez
- Rui Miguel
- Inês Gonçalves
- Gonçalo Câmara
- Bruno Ferreira
- Bruno Marques